# Florian Stolte
Florian Stolte (* 6. August 1984 in Heidelberg) ist ein deutscher Koch.

## Werdegang
Nach der Ausbildung im Hotel Traube Tonbach arbeitete er 2005 im Harald Wohlfahrt Palazzo in Hamburg. 2006 kam er zurück ins Traube Tonbach und kochte im Restaurant Köhlerstube und im Restaurant Schwarzwaldstube bei Harald Wohlfahrt (drei Michelinsterne). 2008 wechselte er nach Österreich zum Restaurant KochArt in Zürs am Arlberg, 2009 nach Portugal zur Vila Joya in Albufeira und 2010  in die Schweiz zum Restaurant Attisholz in Riedholz.
2011 kehrte er zurück zur Traube Tonbach und kochte als Souschef in den Restaurants Köhlerstube und Bauernstube. Seit März 2012 ist er dort Küchenchef. 2019 wurde das Restaurant Köhlerstube mit einem Michelinstern ausgezeichnet.
Am 5. Januar 2020 brannte das Stammhaus mit beiden Sterne-Restaurants vollständig aus. Ab Februar 2020 kochte er vorübergehend im Restaurant Silberberg des Traube Tonbach, wo es einen Gästebereich mit der Karte der Köhlerstube gibt. Im März 2020 wurde der Michelinstern folglich nicht vergeben.
2021 wurde das Übergangsrestaurant temporaire – Köhlerstube erneut mit einem Michelinstern ausgezeichnet. Das Restaurant wurde danach in 1789 umbenannt, nach dem Gründungsjahr der Traube Tonbach.